# Borøya (Agder)
Borøya (également appelé Borøy) est une île habitée de la municipalité de Tvedestrand dans le comté d'Agder, au sud de la péninsule de Norvège dans le fjord d'Oksefjorden.

## Description
L'île est relié au continent par un pont et se trouve entre les îles Sandøya et Tverrdalsøya.

## Galerie

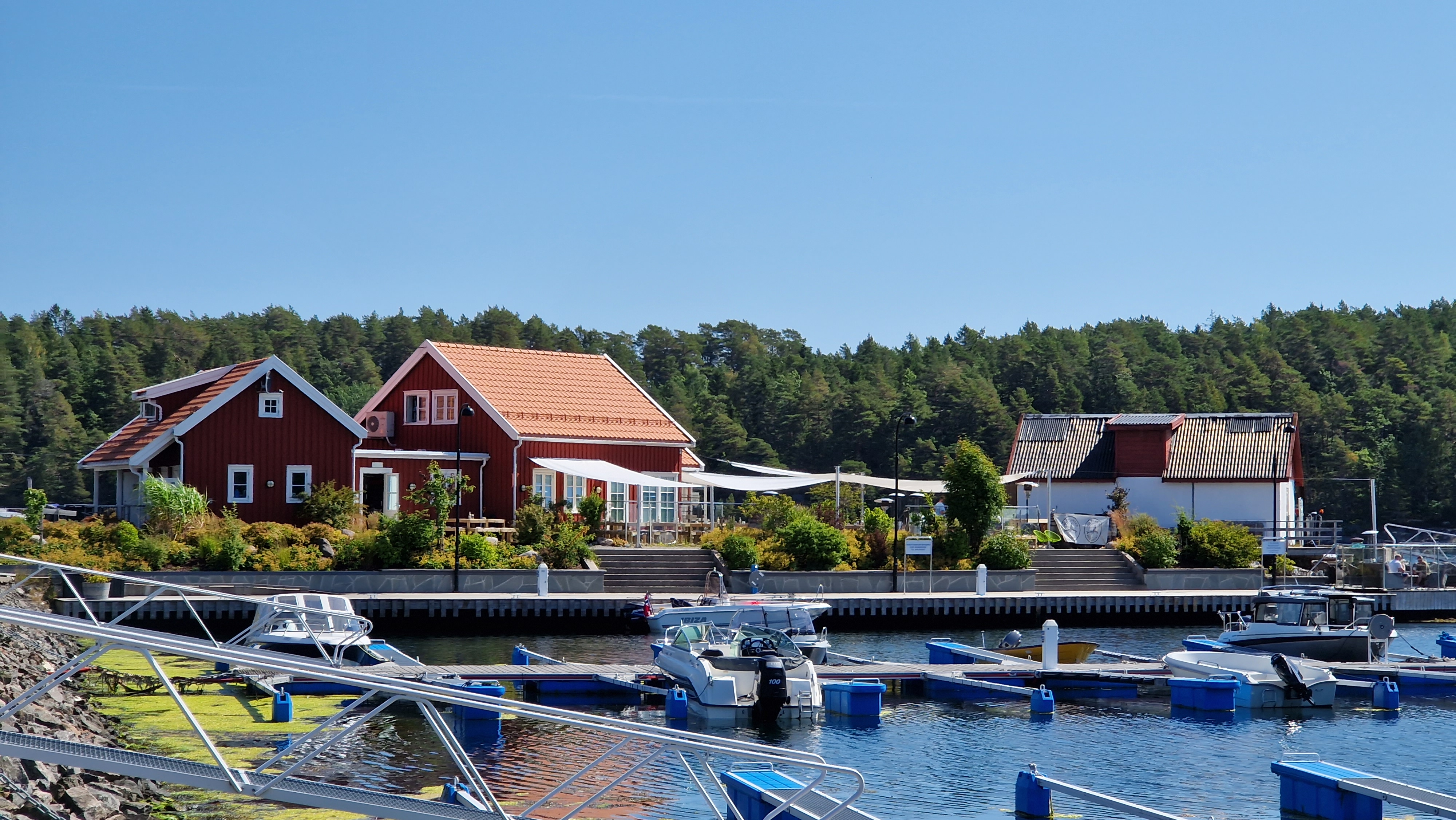
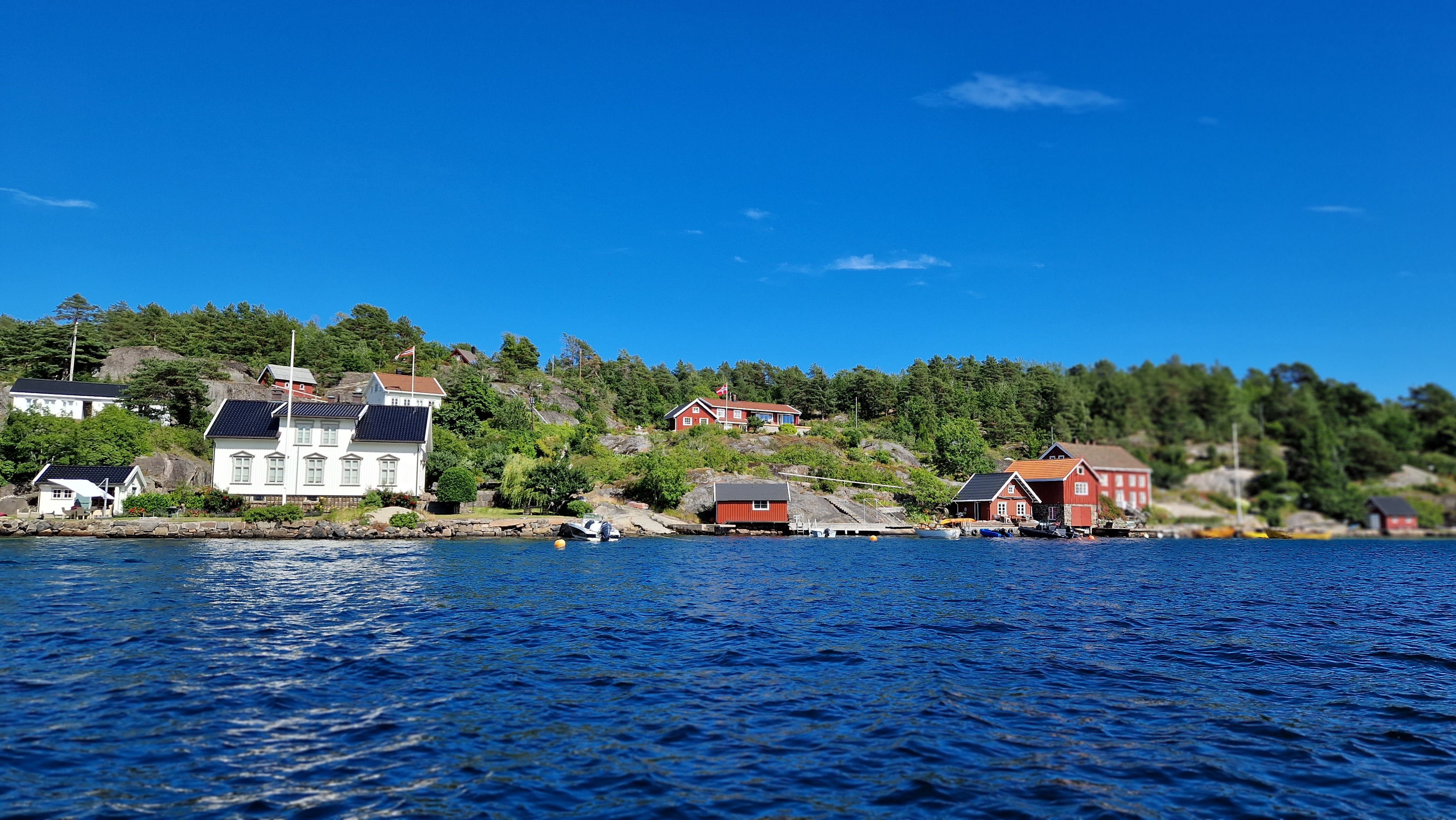
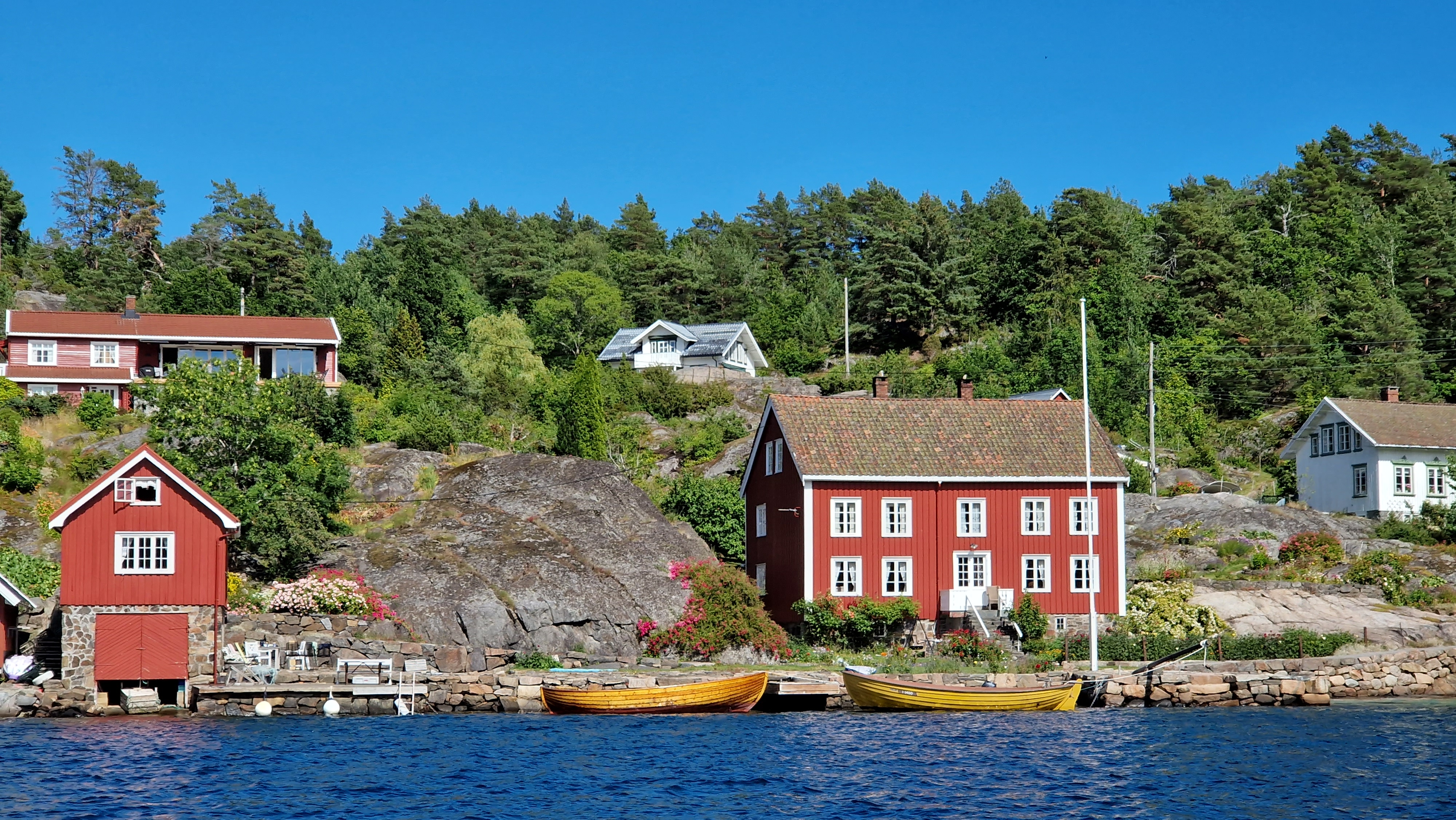